# The Lateness of the Hour
The Lateness of the Hour ist das Debütalbum des britischen Singer-Songwriters Alex Clare. Es wurde erstmals am 8. Juli 2011 als Download und drei Tage später als CD veröffentlicht. Bisher wurden drei Singles aus diesem Album veröffentlicht, Up All Night als erste, Treading Water als dritte und Too Close als zweite. Diese wurde von Internet Explorer 9 als Werbesong benutzt, wodurch das Lied einem größeren Publikum bekannt wurde und unter anderem in Deutschland Platz eins der Charts erreichte.

## Trackliste
1. Up All Night – 2:43
2. Treading Water – 3:38
3. Relax My Beloved – 3:31
4. Too Close – 4:16
5. When Doves Cry – 4:08
6. Hummingbird – 3:50
7. Hands Are Clever – 3:16
8. Tightrope – 3:37
9. Whispering – 4:30
10. I Love You – 4:39
11. Sanctuary – 4:00
12. I Won’t Let You Down – 4:09

## Kritik
Das Album bekam bisher, von Metacritic errechnet, eine Durchschnittsbewertung von 58 aus 100. Eine Auswahl einer positiven, einer gemischten und einer negativen Bewertung:

„An impressive debut, albeit one light on lyrical depth.“

„There’s a great and more conventional singer/songwriter album waiting to get out here, but The Lateness of the Hour appears to be more concerned with creating a bold statement of intent than in showcasing Clare’s undeniable talents.“

„Lateness never does much to prove Clare and his producers were on the same page (let alone reading from the same book).“

## Chartplatzierungen
| Charts                 | Höchstplatzierung |
| ---------------------- | ----------------- |
| Deutschland            | 8                 |
| Österreich             | 16                |
| Schweiz                | 49                |
| Vereinigtes Königreich | 17                |
| Vereinigte Staaten     | 48                |